# Buck-Tick
BUCK-TICK (jap. バクチク Baku-Chiku) – japoński zespół rockowy utworzony w 1984 roku w mieście Fujioka (prefektura Gunma) i funkcjonujący początkowo pod nazwą Hinan go-go. Zespół łączy w swojej muzyce elementy różnych gatunków muzycznych takich jak: rock gotycki, new wave, post-punk, industrial, rock’n’roll. Obok X Japan, BUCK-TICK uważany jest za jednego z prekursorów visual kei.
Zespół występował dwukrotnie jako support przed koncertami Marylina Mansona w Japonii. Piosenki BUCK-TICK zostały niejednokrotnie wykorzystane w anime i pojawiły się w następujących produkcjach: Mayonaka no tantei Nightwalker (1998), Trinity Blood (2005), ×××HOLiC (2006) i Shiki (2010).
Wszyscy członkowie zespołu mają swoje poboczne projekty i tworzą następujące zespoły: Schwein, Schaft, Lucy, Dropz, Wild Wise Apes oraz Yagami Toll and the Blue Sky. Wokalista, Atsushi Sakurai, rozpoczął w 2004 roku karierę solową.
Wokalista zespołu, Atsushi Sakurai, zmarł 19 października 2023.

## Skład zespołu
- Hisashi Imai – gitarzysta, kompozytor, autor tekstów; okazjonalnie także wokalista
- Hidehiko Hoshino (Hide) – gitarzysta, klawiszowiec i kompozytor
- Yutaka Higuchi (U-ta) – basista
- Toll Yagami – perkusista i szef firmy „Banker” zajmującej się promowaniem BUCK-TICK

### Byli członkowie
- Araki – pierwszy wokalista; w zespole do października 1985 roku.
- Atsushi Sakurai – wokalista i autor tekstów; pierwszy perkusista BUCK-TICK

## Dyskografia

### Albumy studyjne
- [1987.04.01] – Hurry up Mode
- [1987.11.21] – Sexual xxxxx!
- [1988.06.21] – Seventh Heaven
- [1989.01.18] – Taboo
- [1990.02.01] – Aku no hana (jap. 悪の華)
- [1991.02.21] – Kurutta taiyou (jap. 狂った太陽)
- [1993.06.23] – Darker than Darkness ~ Style '93 ~
- [1995.05.15] – Six/Nine
- [1996.06.21] – Cosmos
- [1997.12.10] – Sexy Stream Liner
- [2000.03.29] – One Life, One Death
- [2002.03.06] – Kyokutou I love you
- [2003.02.13] – Mona Lisa Overdrive
- [2005.04.06] – Juusankai wa Gekkou
- [2007.09.19] – Tenshi no Revolver
- [2009.02.18] – Memento Mori
- [2010.10.13] – Razzle Dazzle
- [2012.09.19] – Yume Miru Uchuu
- [2014.06.04] – Arui wa Anarchy
- [2016.09.28] – Atom Miraiha No.9
- [2018.03.14] – No.0
- [2020.09.21] – Abracadabra
- [2023.04.12] – Izora (jap. 異空 -Izora-)
- [2024.12.04] - SUBROSA

### Single
- [1986.10.21] – To-Search
- [1988.10.26] – Just one more kiss
- [1990.01.24] – Aku no Hana
- [1991.01.21] – Speed
- [1991.06.05] – M.A.D
- [1991.10.30] – Jupiter
- [1993.05.21] – Dress
- [1993.10.21] – die
- [1995.03.24] – Uta
- [1995.04.21] – Kodou
- [1995.09.21] – Mienai mono wo miyou to suru gokai subete gokai da
- [1996.05.22] – Candy
- [1997.11.12] – Heroin
- [1998.03.11] – Sasayaki
- [1998.05.13] – Gessekai
- [1999.07.14] – Bran-new Lover
- [1999.10.20] – Miu
- [2000.09.06] – Glamorous
- [2001.11.21] – 21st Cherry Boy
- [2002.02.20] – Kyokutou yori ai wo komete
- [2003.01.08] – Zangai
- [2003.12.03] – Gensou no Hana
- [2005.03.02] – Romance
- [2005.04.20] – Dress ~ Bloody Trinity Mix ~
- [2006.08.02] – Kagerou
- [2007.06.06] – Rendezvous ~ Randevuu ~
- [2007.08.08] – Alice in Wonder Underground
- [2008.12.17] – Heaven
- [2009.01.14] – Galaxy
- [2010.03.24] – Dokudanjou Beauty
- [2010.09.01] – Kuchizuke
- [2012.05.23] – Elise no Tame ni
- [2012.07.04] – Miss Take ~Boku wa Miss Take~
- [2014.05.14] – Keijijou Ryuusei (jap. 形而上 流星)[2]
- [2016.09.21] – New World[3]
- [2017.11.15] – BABEL[4]
- [2018.02.21] – Moon Sayonara wo Oshiete (jap. Moon さよならを教えて)
- [2019.05.22] – Kemonotachi no Yoru / Rondo (jap. 獣たちの夜 / Rondo)
- [2020.01.29] – Datenshi (jap. 堕天使)
- [2021.09.22] – Go-Go B-T Train
- [2023.03.08] – Taiyou to Ikaros (jap. 太陽とイカロス)
- [2023.03.22] – Mugen Loop (jap. 無限 Loop)